# Brocelianda

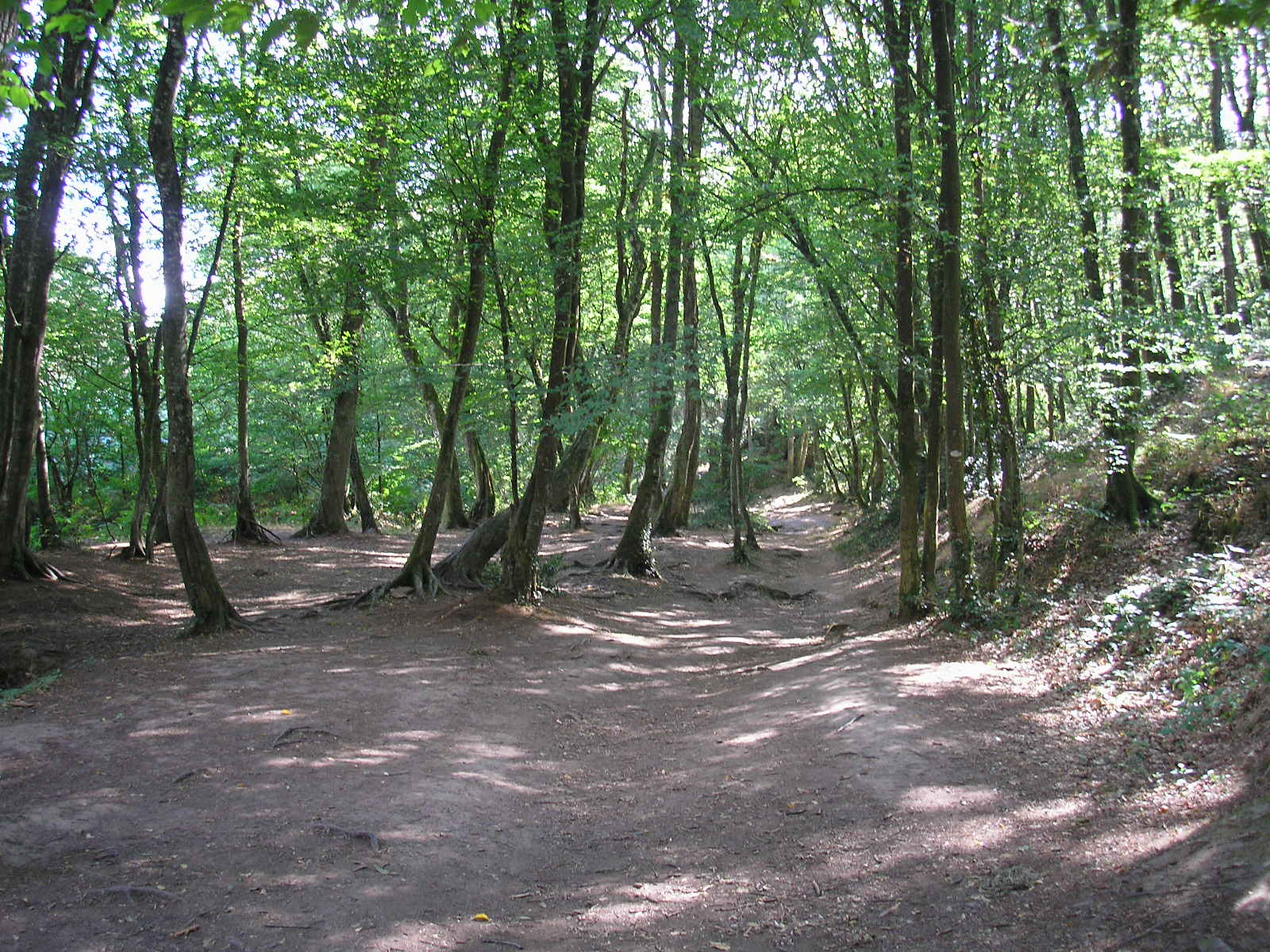
El bosque de Brocelianda, entre el Valle sin Retorno y el mirador de las Hadas.

El bosque de Brocelianda (en francés: forêt de Brocéliande) es un bosque mítico francés situado en el departamento de Ille y Vilaine, en la región de Bretaña, y a unos 30 km al suroeste de Rennes. 
Las 7000 hectáreas de bosque que rodean Paimpont son los restos de un oquedal más denso y mucho más extenso en el que se suelen situar los episodios de las novelas de la Mesa Redonda y las leyendas artúricas que transcurren en el llamado bosque de Brocelianda.
Se trata de un bosque frondoso formado mayoritariamente por robles y hayas. Ocupa principalmente el territorio del municipio de Paimpont, aunque se extiende también sobre municipios limítrofes como Guer y Beignon, al sur, Saint-Péran, al noreste y Concoret, al norte.

## Origen del término
En el siglo XII era llamado Brécilien (en bretón: Brec'helean) y ya comienza a asociarse al bosque de Brocelianda mencionado en las leyendas del ciclo artúrico. 
Esta designación se vio reforzada a finales del siglo XX por el nacimiento del País de Brocelianda (en francés: Pays de Brocéliande), una institución destinada a facilitar el desarrollo de los municipios del oeste del departamento. Sin embargo también sigue siendo conocido como bosque de Paimpont.

## Geografía

Mapa del bosque (en francés).

La relativa altitud del macizo forestal contribuye a otorgarle un clima próximo al clima oceánico de las costas de Finisterre. Este régimen, en el que dominan los vientos del oeste y del suroeste que traen nubes y precipitaciones regulares, que favorecen la vegetación, así como el exceso de humedad, alimenta los numerosos arroyos que ocupan el fondo de los pequeños valles y que desembocan en el río Aff, pasado Vilaine y en los alrededores de Redon, al sur del departamento.
Desde el punto más alto, llamado Alto Bosque (Haute forêt) y situado a 256 m en la parte occidental, la altitud disminuye regularmente ofreciendo diferentes vistas del departamento de Morbihan, de un lado y del de Côtes-d'Armor del otro.
No muy lejos de allí, dominando el estanque de Chatenay, se construyó, entre 1966 y 1967, la estación biológica de Paimpont, dependiente de la Universidad de Rennes 1. El bosque y sus medios variados constituyen un marco propicio para numerosas prácticas en las que participan los estudiantes de biología de la universidad, así como numerosos estudiantes e investigadores extranjeros. Las instalaciones permiten la acogida de cerca de setenta personas. Los investigadores trabajan todo el año en temas generalmente muy alejados del biótopo local como el comportamiento de los primates, representados por los cercopithecus. Los primeros investigadores han estudiado durante largo tiempo la ecología de las landas armoricanas, los suelos y la hidrología.

## Reglamentación

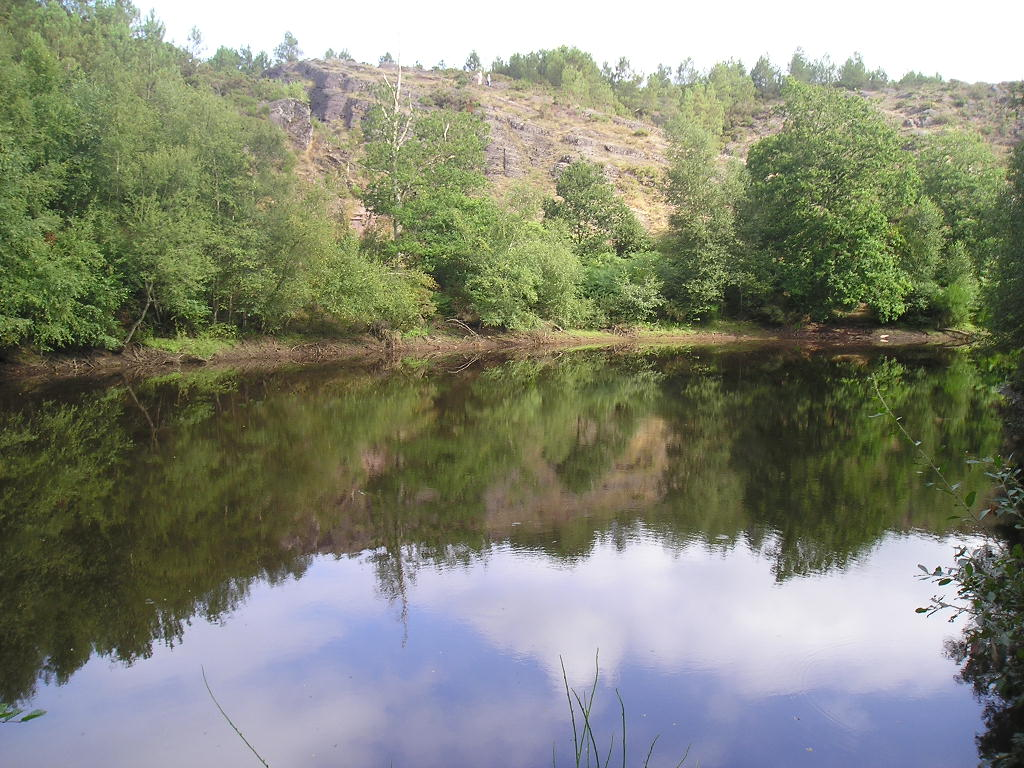
El mirador de las hadas.

El bosque es privado en su mayor parte. Entre las atribuciones de los guardas forestales figura la vigilancia de los comportamientos inadecuados, como encender fuego o la circulación de perros, por ser considerados dañinos para la caza. La recolección de setas que, sin estar absolutamente prohibida, tiene que ser acordada.
Debido a su importancia antes de la Revolución francesa, el bosque era competencia de una jurisdicción real llamada «Dominio de las Aguas y los Bosques», mientras que las jurisdicciones señoriales tradicionales no se ocupaban de la gestión forestal. Mientras que el bosque ha sido explotado al máximo para alimentar con carbón de madera altos hornos -al menos en los siglos XVII y XVIII-, el destino de los árboles de primera calidad para la construcción de barcos jugó un papel secundario.

## Lugares y monumentos
En el bosque de Paimpont se pueden visitar numerosos monumentos y enclaves relacionados con las leyendas.

### Paimpont y sus alrededores

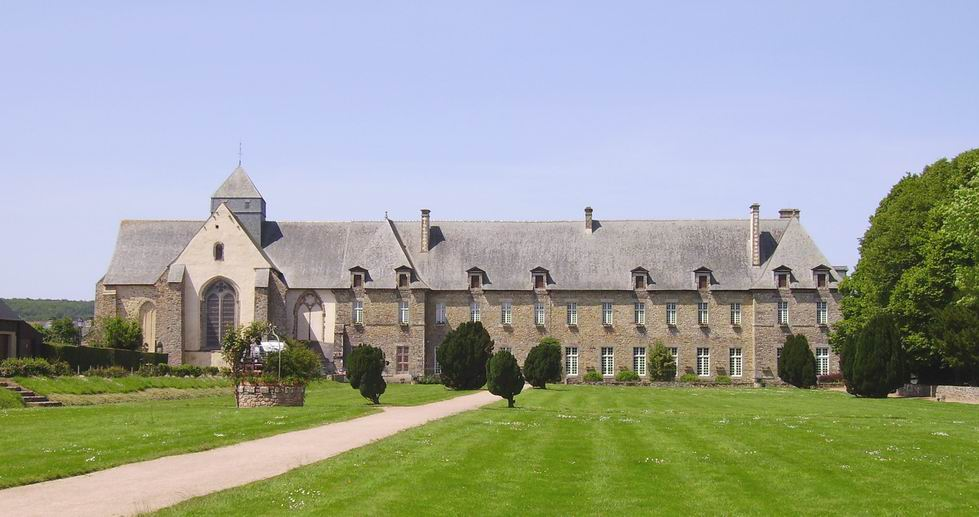
Abadía de Paimpont.

Paimpont es un pueblo de alrededor de 1.400 habitantes situado en el centro del bosque. 
Su abadía, situada a orillas del lago de Paimpont, fue construida en el siglo XIII sobre el emplazamiento de un priorato fundado en 645 por Judicael, rey de Domnonia. Fue el origen de un monasterio benedictino, aunque fue habitada desde el siglo XIII por los canónigos hasta la Revolución francesa.
De estilo gótico (los muros, las aberturas, el baptisterio y la capilla del Santo Sacramento, la bóveda...), el abadengo presenta una decoración interior (púlpito, estatuas, altar, retablos...) de estilo barroco del siglo XVII. 
La sacristía contiene el tesoro de la abadía, que comprende un Cristo en marfil (siglo XVII), un relicario (siglo XV) ofrecido por la duquesa Margarita de Bretaña, madre de Ana de Bretaña, que contendría un radio de San Judicael.
Algo más lejos se encuentra el estanque del paso del Acebo (Pas du Houx), al noreste de Paimpont. Con 80 hectáreas, es el estanque más grande del bosque de Paimpont, rico en fauna y flora acuáticas. En sus orillas el castillo de Brocelianda y el castillo del paso del Acebo se encuentran enfrente el uno del otro. Fueron construidos a comienzos del siglo XX.

### Las forjas de Paimpont

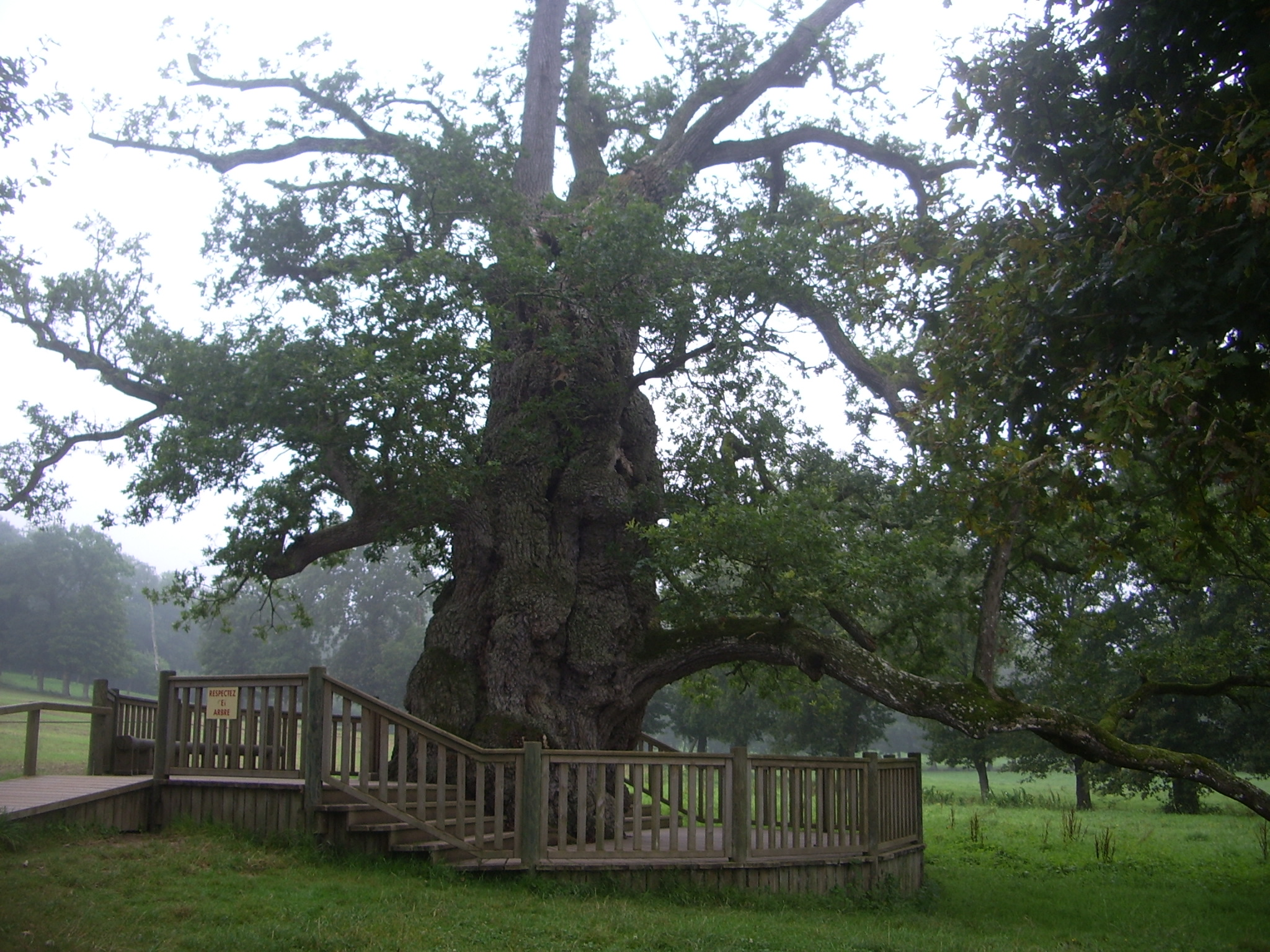
El roble de Guillotin.

Las forjas de Paimpont están situadas al sur del bosque, cerca de un enclave legendario llamado «Puente del Secreto» (Pont du Secret). Las forjas fueron creadas en 1653 por Jacques de Farcy y François d'Andigné, después de haber adquirido una parte del feudo de Brécilien. 
Hacia 1800, fabricaban, con el método valón, una media de 500 toneladas de fundición y 360 de hierro. En torno a 1820, con el fin de luchar contra la competencia extranjera, las forjas de Paimpont entran en una fase de ampliación y modernización. Esta conversión tecnológica se materializa, en 1831, en la construcción de un laminador de cuatro hornos de reverbero, tres pares de cilindros y un taller de moldeado con dos hornos de reverbero. Las forjas dejaron de funcionar a mediados del siglo XX.

### El castillo de Comper
El castillo de Comper está situado al norte del bosque de Paimpont, a tres kilómetros al este del pueblo de Concoret. A pesar de que es común relacionar el nombre de Comper al término bretón kemper (que significa «confluente», «confluencia»), no puede aceptarse este origen por el sencillo hecho de que no existe ninguna confluencia. Todo lo contrario, una enorme presa retiene las aguas del estanque de Comper, por lo que probablemente el topónimo procede del francés antiguo combre, que significa «presa». 
Según la tradición, Comper habría pertenecido a Salomón, rey de Bretaña (siglo IX), aunque serán los barones de Gaël-Montfort quienes introduzcan el nombre del castillo en los anales de historia. El primero de estos barones, llamado Raúl, fue compañero de Guillermo el Conquistador y combatió junto a él en Hastings. Desde el siglo XIII, Comper es considerada como una de las posiciones estratégicas de la Alta Bretaña. Ha sido además el escenario de numerosos combates, y ha pasado por las manos de numerosas familias.

### El castillo de Trécesson
Situado en las afueras del pueblo y del bosque, inmediatamente en la prolongación al suroeste, el castillo de Trécesson fue reconstruido, en su estado actual, en el siglo XV. Pertenecía a la familia de Trécesson, ilustre por ser el origen de varios condestables de Bretaña. Permanecerá en la familia hasta que en 1773 pase a manos de los Le Preste de Châteaugiron por el matrimonio de René-Joseph Lepreste con Agathe de Trécesson.
Durante el Terror, el diputado girondino Jacques Defermon permaneció oculto en él durante más de un año. Adquirida más tarde por M. de Sivry (Louis Poinsinet de Sivry), quien fue enterrado en el mausoleo de la capilla de Santa Juana, fue asignado durante la restauración a la Escuela de Agricultura de Morbihan. Actualmente es la casa del conde de Prunelé.
Una leyenda recurrente en la región se relaciona con el castillo de Trécesson. La leyenda de «La Dama blanca de Trécesson». Según ella, en el siglo XVIII, una novia fue enterrada viva la misma mañana de su boda. Un cazador presenció la escena y cuando pudo desenterrar a la joven ya estaba muerta. Desde entonces la dama rondaría la zona.

### Otros lugares de interés

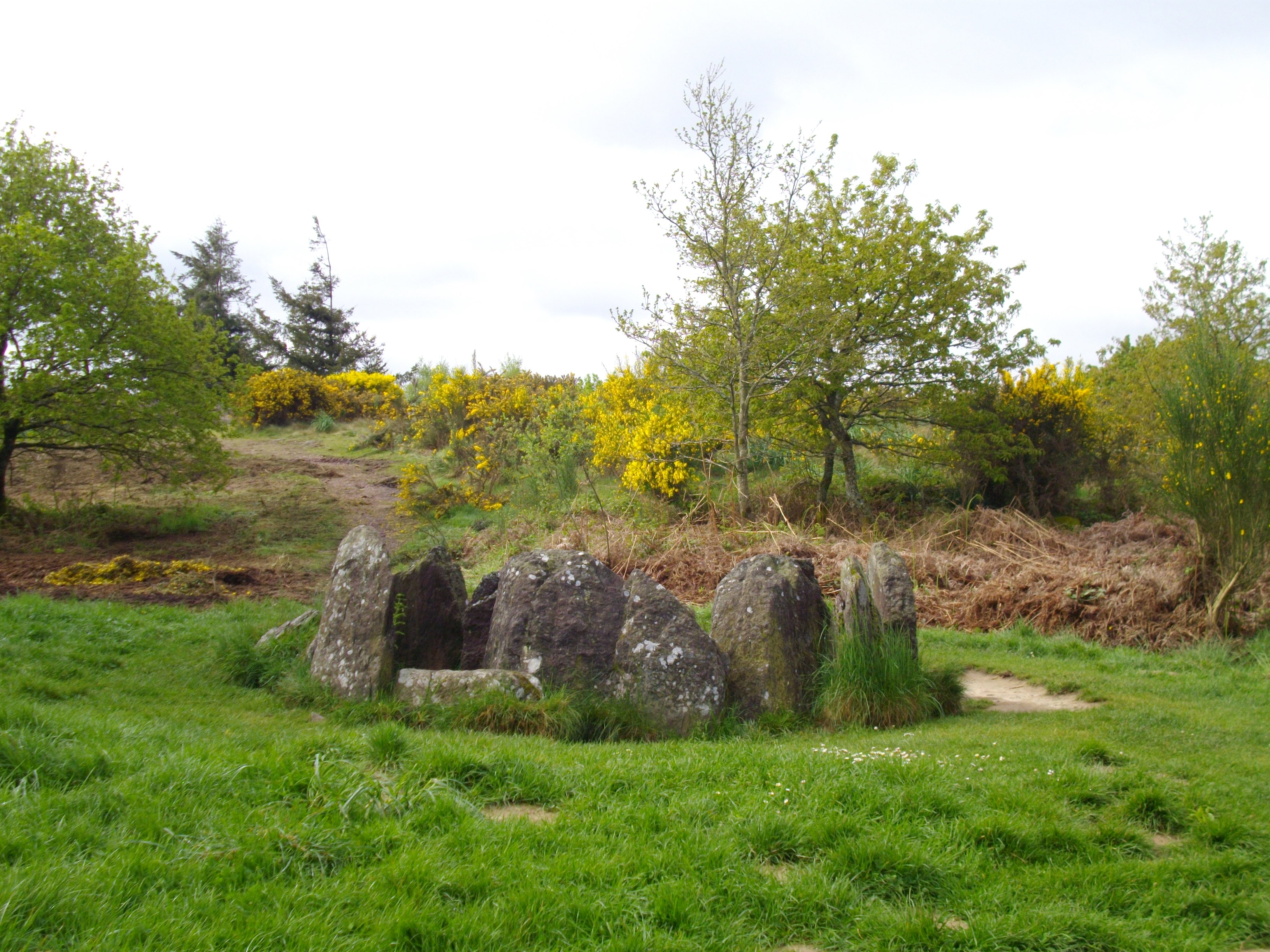
Casa de Viviane.

La mayoría han sido asociados de una u otra forma a las leyendas del ciclo artúrico.
- La tumba de Merlín (los restos de un dolmen del tipo allée couverte) y la fuente de la Juventud.
- La tumba del Gigante, un monumento megalítico.
- El roble de Guillotin y el «Roble de los Hindrés» (Le Chêne des Hindrés).
- La fuente de Barenton.
- El Valle sin Retorno (Le Val sans Retour).
- La casa de Viviane, un monumento megalítico.
- El Jardín de los Monjes (Jardin aux Moines), un monumento megalítico.